# 화신로 (고양시)
화신로(Hwasin-ro)는 경기도 고양시 덕양구 행신동과 화정동 화정고등학교 앞을 잇는 경기도의 도로이다.

## 주요 경유지
경기도
- 고양시 덕양구 (행신동, 화정동)

## 주요 건물 및 시설
- 고양용현초등학교 (경기도 고양시 덕양구 화신로 21)
- 행신중학교 (경기도 고양시 덕양구 화신로 22)
- 소만초등학교 (경기도 고양시 덕양구 화신로 48)
- 무원고등학교 (경기도 고양시 덕양구 화신로 65)
- 가람중학교 (경기도 고양시 덕양구 화신로 122)
- 백양고등학교 (경기도 고양시 덕양구 화신로 199)
- 화정2동 행정복지센터 (경기도 고양시 덕양구 화신로 232)
- 백양중학교 (경기도 고양시 덕양구 화신로 236)
- 백양초등학교 (경기도 고양시 덕양구 화신로 238)
- 고양화정초등학교 (경기도 고양시 덕양구 화신로 333)
- 화정중학교 (경기도 고양시 덕양구 화신로 343)